# Frederick Chamier
Frederick Chamier (* 2. November 1796 bei Southampton; † 29. Oktober 1870 in St Leonard-on-Sea, Essex) war ein englischer Schriftsteller.

## Leben
Chamier entstammt einer französischen Familie und trat 1809 in den Dienst der britischen Marine. Im Krieg von 1812 zeichnete er sich aus. 1833 verließ er den Marinedienst und wurde Richter zu Watham-Hill in Essex (pensioniert seit April 1856), wo er am 1. November 1870 starb.

## Werke
Chamier beschäftigte sich vor allem mit dem Sujet des Seelebens. Dabei sind unter seinen Werken hervorzuheben:
- Ben Brace, the last of Nelson’s Agamemnons. 3 Bde. (London, 1836)
- The Arethusa. 3 Bde. (London 1837)
- Life of a sailor. 3 Bde. (London 1832)
- Jack Adams. 3 Bde. (London 1838)
- Tom Bowling. 3 Bde. (London 1839)
- Trevor Hastings. 3 Bde. (London 1841)
- Passion and principle. 3 Bde. (London 1842)
- The perils of beauty. 3 Bde. (London 1843)
- Count Königsmark. 3 Bde. (London 1845)
- Naval history of Great Britain. 6 Bde. (London 1837 und 1861)
- Review of the French Revolution of 1848. (London 1849), ein Augenzeugenbericht der Französischen Revolution von 1848
- My travels, or an unsentimental journey through France, Switzerland and Italy. (London 1855)